# Évellin (orfèvres)
Vous lisez un « bon article » labellisé en 2016.
Pour les articles homonymes, voir Evellin.
La famille Évellin est une famille française d'orfèvres, bronziers et chasubliers-brodeurs, spécialisée en art liturgique, en paramentique et en création et restauration d'orfèvrerie. 
La société actuelle porte le nom de Évellin Orfèvre.
Depuis la création de l'activité à Nantes en 1822, plusieurs orfèvres se sont succédé de père en fils. L'activité grossit rapidement en famille pour permettre en 1924, l'ouverture d'une filiale à Rennes. La famille Évellin est alors fournisseur des évêchés, avec des productions d'orfèvrerie ou de broderie qui se distinguent pour leur qualité d'exécution ; certaines productions sont aujourd'hui protégées au titre des monuments historiques. Une importante activité de revente existe également.
À partir de la fin de la Seconde Guerre mondiale, et à la suite des réformes induites par le Concile Vatican II, l'activité de fabrication d'orfèvrerie et de paramentique est progressivement abandonnée pour se focaliser sur la revente ou la restauration : l'activité à Nantes cesse en 1960, l'atelier de broderie de Rennes ferme en 1967, la boutique de Rennes ferme en 2002. Toujours actif en 2019, l'atelier de Rennes, dernière trace du plus grand atelier de fabrication de Haute-Bretagne, est aujourd'hui spécialisé dans la restauration d'orfèvrerie.

## Histoire

### Les débuts

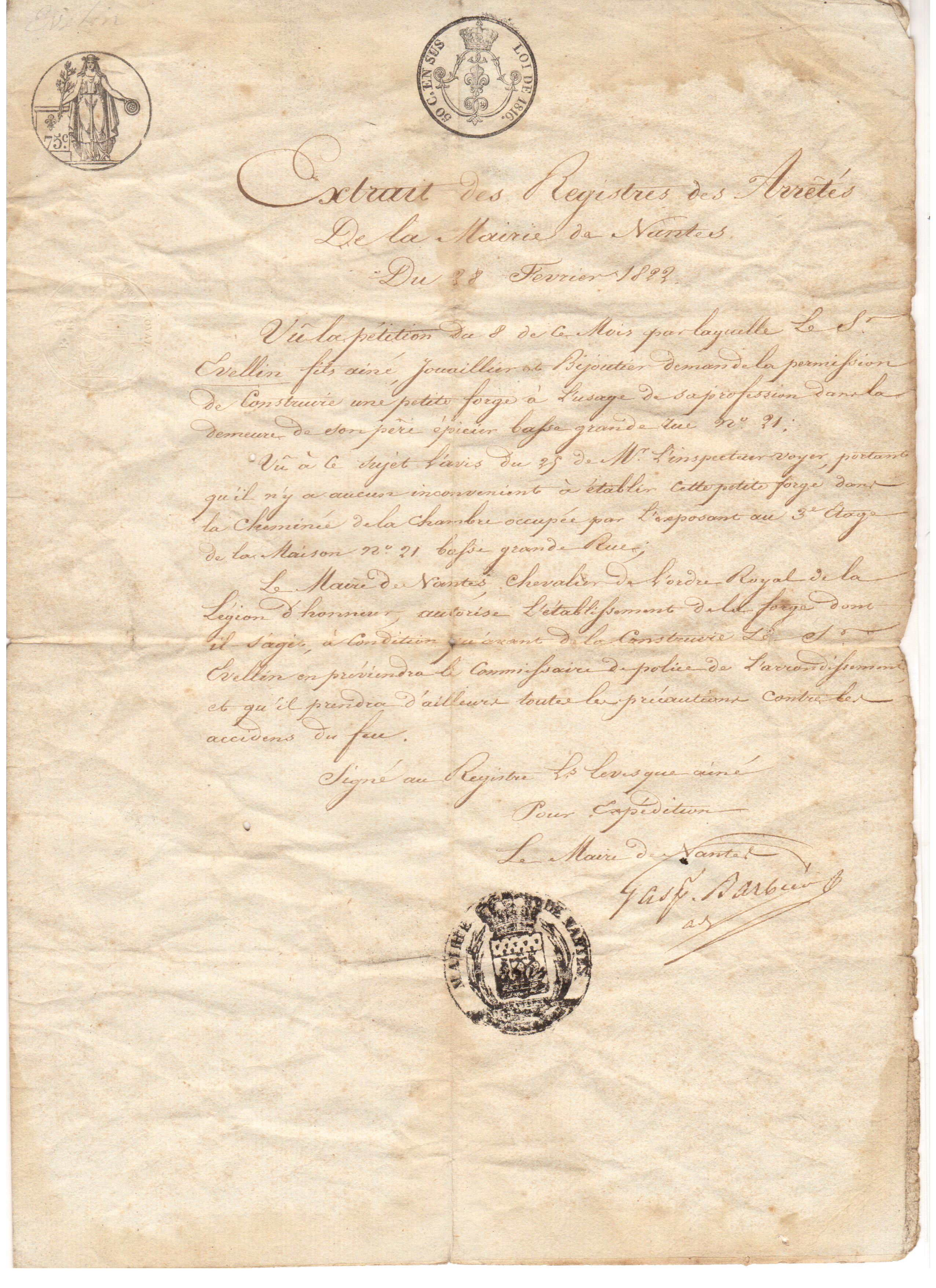
Acte du 28 février 1822 de la mairie de Nantes, autorisant le sieur Evellin à construire une petite forge à son domicile.

Jean-François Évellin exerce depuis la fin du XVIIIe siècle la profession de marchand-épicier au rez-de-chaussée du 14 Basse-Grand-Rue (actuelle rue de la Marne) à Nantes.
Le 28 février 1822, son fils aîné François Évellin (1803 - 1881), « jouailler et bijoutier », reçoit l'autorisation municipale d'installer dans une pièce de l'immeuble familial « une forge ». En 1833, il transforme la boutique paternelle en magasin d'orfèvrerie et de produits religieux,. François est désigné alternativement comme bijoutier, orfèvre et horloger, jusqu’à son mariage, où il prend le titre d'orfèvre. Ses travaux d'orfèvrerie sont de type néo-gothique, pour lesquels il réintroduit l'usage de l'émail, alors peu prisé.
À partir de 1832, François s'associe à son frère Dominique-Joseph (horloger et orfèvre, 1808-1879), sous le nom Évellin frères. En 1833, il agrandit l'affaire en profitant des étages pour installer un atelier de broderie. Les ateliers sont quelques rues plus loin, au 19, quai du Port-Maillard, avec un passage vers le 11, rue de la Juiverie.
Deux des fils de François reprennent le métier : Émile-Dominique (1841-1895), après s'être formé à Paris, notamment chez Placide Poussielgue-Rusand, et Marie Louis (1844-1899,). Les deux aînés ne sont pas orfèvres : François (1835-1910) devient philosophe ; Athanase (1839-1910) est zouave pontifical puis homme d'affaires. 
Les fils orfèvres travaillent avec leurs aïeux, Émile effectuant notamment des travaux de restauration, dont une croix de procession du XVIe siècle signée Germain Menfaix. À cette époque également, Louis Évellin, membre de la société archéologique de Nantes et de Loire-Inférieure, exerce comme chasublier. De cette période faste, il n'est pas facile de déterminer le travail de chacun,.

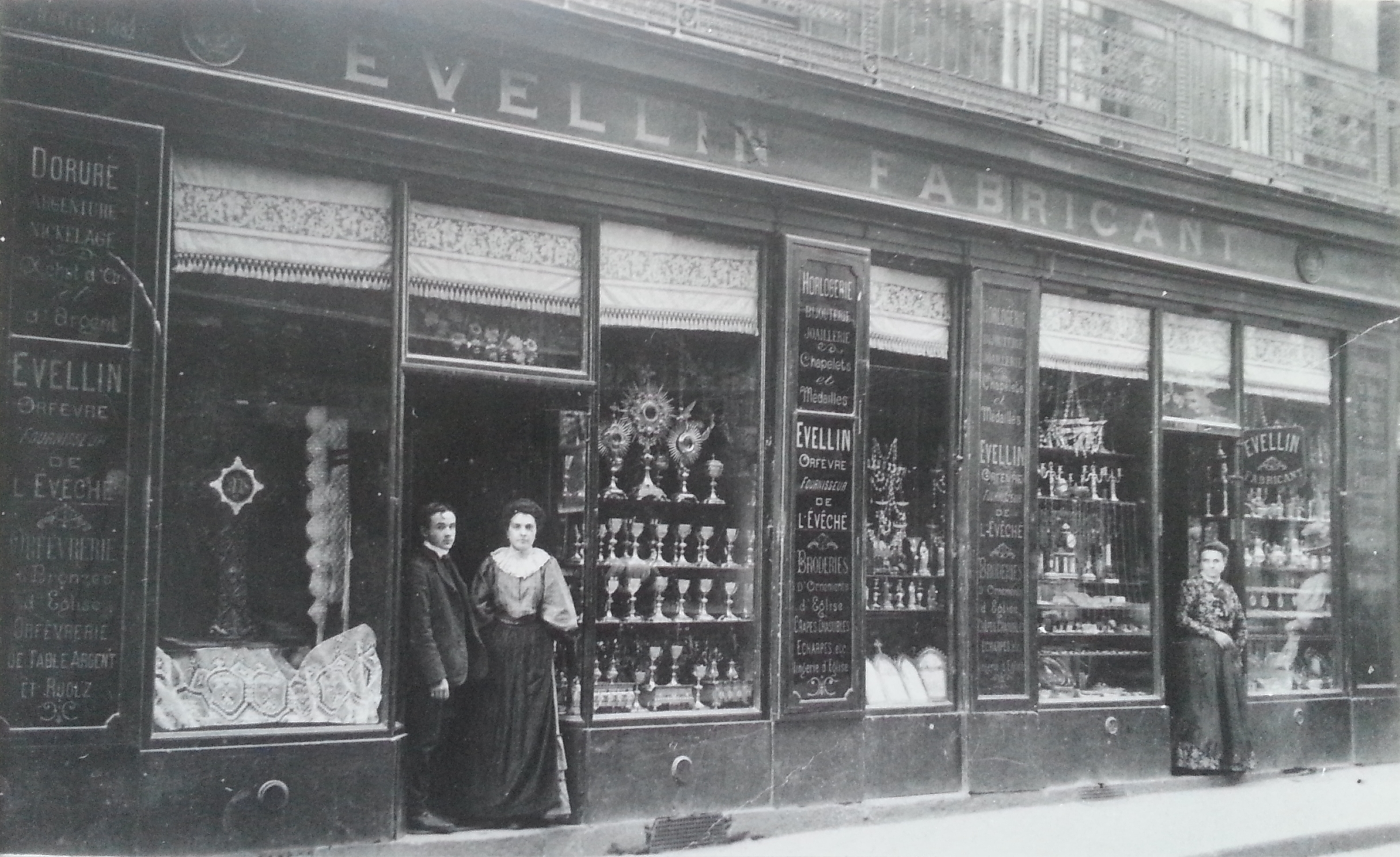
La boutique du 14-16 Basse-Grand-Rue (actuelle rue de la Marne) à Nantes, vers 1905. À gauche, Auguste Évellin.

En 1866, François rachète l'atelier de broderie Picou, un des deux ateliers de Nantes, ce qui agrandit l'affaire. Après sa mort et celle de son épouse, son fils Émile-Dominique lui succède en 1886 à la tête de l'entreprise, alors dans une situation précaire. Au décès d'Émile-Dominique en 1895, sa veuve Marie-Thérèse s'occupe de l'affaire et la fait vivre en achetant des produits finis ou semi-finis, conseillée par François, tuteur des enfants depuis Paris. L'affaire comprend alors, hors membres de la famille, douze brodeuses et quatre couturières, ainsi que trois à quatre ouvriers pour l'orfèvrerie. Une fois Émile-Louis en âge d'entrer en apprentissage, Marie-Thérèse l'envoie en formation à Paris.
Le déclenchement de la Première Guerre mondiale mobilise tous les hommes, qui partent au front, hormis Émile-Louis — trop faible et affecté à Nantes — et un ouvrier, trop vieux. La production est quasiment arrêtée pour ce qui est des bronzes et de l'orfèvrerie, mais les brodeuses ne manquent pas de travail, avec les enseignes et drapeaux pour les troupes (dont des insignes pour les Américains à partir de 1917) et des catafalques. 1914, 1915 et 1916 sont cependant des années déficitaires.

### Nantes et Rennes

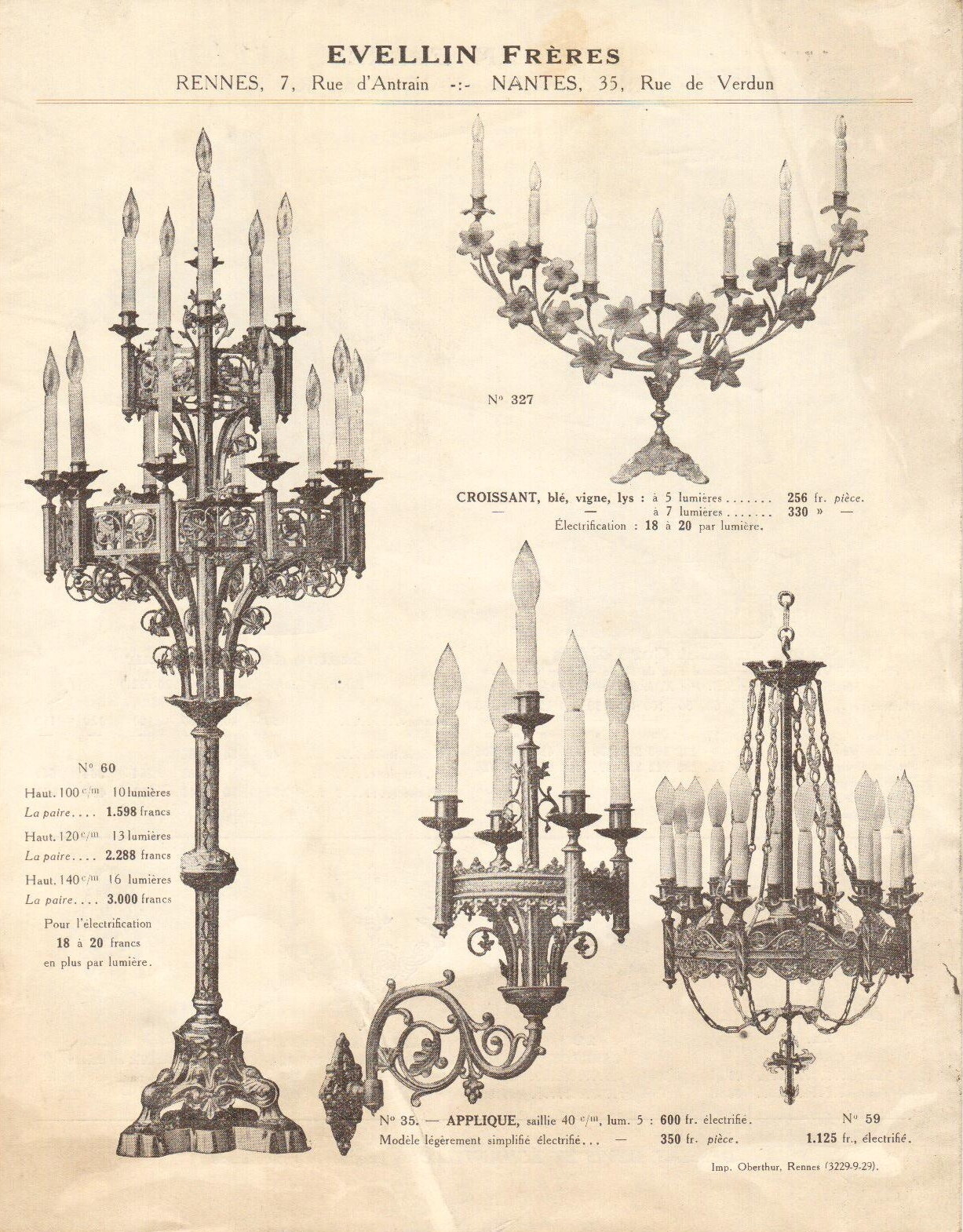
Extrait d'un catalogue de la maison Évellin, non daté.

En 1916, Marie-Thérèse souhaite prendre sa retraite. Pour cela, le 1er février 1916, Émile-Louis et Auguste créent une société en nom collectif et, le 5 avril 1916, Marie-Thérèse leur cède l’affaire Évellin Frères.
À la fin de la guerre, les voisins des frères Évellin, les frères Eugène et Jules Decré, sont intéressés par les immeubles occupés par la boutique et les ateliers de broderie afin de s'agrandir. Les frères Évellin sont propriétaires du 16 et locataires du 14. Après plusieurs offres auprès du propriétaire du 14, Decré achète les deux maisons de la rue de la Marne en 1921, tout en laissant aux deux frères jusqu'au 24 août 1928 pour déménager.
À l'occasion du centenaire de l'entreprise, et à la demande de Monseigneur Le Fer de la Motte, évêque de Nantes, le pape Pie XI accorde le 14 juin 1922 sa bénédiction apostolique à la Maison Évellin. Cette année-là, les deux frères achètent les immeubles qui abritent les ateliers de la rue de la Juiverie.
Afin de diversifier leurs ressources, les frères prennent une décision : Auguste reste à Nantes et Émile-Louis part pour Rennes en septembre 1924,. En 1926, après le passage de l'entreprise au statut d’entreprise à responsabilité limitée (ERL) avec les deux frères pour responsables, Marie-Thérèse procède au partage de ses biens pour aider ses enfants.
Le climat post-guerre a fait oublier les divisions sociétales liées à la loi de séparation des Églises et de l'État. On voit alors une reprise des processions et des constructions d'églises. Le travail ne manque pas, mais la majorité de l'orfèvrerie et des bronzes vendus sont des pièces achetées sur catalogue à de gros fabricants ; les créations, rares et chères, portent principalement sur des pièces uniques. Des pièces sont exportées depuis l'atelier de Rennes pour les congrégations d'Eudistes en Colombie, au Venezuela, au Canada ou en Haïti.
Des tensions apparaissent entre les deux frères : la plus grande réussite de l'atelier rennais (plus d'affaires et moins de frais généraux), le coûteux déménagement du magasin nantais ou le non-respect des clauses de gestion de l'entreprise les fâchent,. Ces tensions ne sont résolues qu'en juillet 1934, peu de temps avant la date limite fixée par le statut d'ERL pour la séparation de l'atelier rennais et de l'atelier nantais en deux affaires distinctes,.

#### Nantes
Après le déménagement d'Émile-Louis Évellin vers Rennes en 1924, Auguste Évellin poursuit son activité à Nantes assisté de son épouse Marguerite. Il déménage le magasin et les ateliers de la rue de la Marne, vendu à Decré, vers un magasin et deux étages loués au 35, rue de Verdun. En 1930, le magasin et l'atelier sont regroupés au 4, rue de Châteaudun (actuelle rue du Général-Leclerc), dans un lieu qui nécessite de coûteux travaux,. L'activité est alors un peu réduite du fait d'une vive concurrence. Les effectifs comprennent, hors membres de la famille, deux vendeuses, quatre brodeuses, deux couturières et deux bronziers-doreurs. Au départ des vendeuses, deux couturiers sont embauchés pour fabriquer des soutanes, mais cette activité ne prospère pas et l'affaire commence à décliner. Auguste est alors obligé de licencier en 1937-1938 les soutaniers, trois brodeuses et une couturière.
Auguste, dont la santé se fait alors mauvaise, prépare sa succession avec son fils Augustin. Celui-ci étudie l'art, apprend le métier et effectue des voyages de commerce pour vendre les ouvrages. La Seconde Guerre mondiale vient bousculer l'affaire : Augustin est mobilisé, le travail se fait plus rare. Pour pallier son manque de revenus, Auguste, découragé, accepte l'emploi d'enquêteur à la police administrative de la ville qui lui est proposé par un adjoint au maire de Nantes. Il exerce en continu de 1942 à 1946, en étant également engagé dans la défense passive.
Augustin Évellin récupère le fonds de commerce en gérance libre à partir du 1er août 1942. L'atelier se compose de deux brodeuses et d'un orfèvre. Il se marie avec Claire Guillemet, ancienne brodeuse à l'atelier, qui prend alors en charge l'encadrement des femmes. L'activité est toujours mauvaise du fait de l'Occupation : Augustin travaille comme dessinateur pour une société d'assurances. Auguste récupère la gérance de l'entreprise en 1944.
Au sortir de la Seconde Guerre mondiale, la raréfaction des reconstructions d'églises, un culte plus austère et la concurrence ne facilitent pas la marche de l'affaire d'Auguste. Augustin, attiré par une carrière militaire, est pressé par ses parents et son oncle de reprendre l'affaire familiale. Auguste Évellin décède en 1947. Augustin est alors salarié de l'entreprise, la propriété étant toujours au nom de sa mère Marguerite. La demande en pièces d'orfèvrerie étant en forte baisse, Augustin réalise des pièces d'orfèvrerie profane de haut standing, assisté par l'orfèvre Jean Herbert, salarié de l'entreprise, et des sous-traitants. Il marque les pièces du poinçon de son arrière-grand-père François-Jean, « F E » entourant une hermine.
La situation ne s'améliore pas pour autant, et Augustin prend alors la décision de réintégrer l'armée comme officier de réserve. Il est rappelé en mai 1956 en raison des événements d'Algérie, tout en restant stationné à Nantes, ce qui lui permet de s'occuper encore de l'affaire. Jean Herbert quitte la maison Évellin en juillet 1956. Ces deux événements achèvent d'appauvrir la société et Augustin Évellin cesse son activité d'orfèvre et de commerçant le 15 juillet 1958 pour intégrer à nouveau l'armée française. Marguerite, assistée d'une vendeuse, tente de maintenir l'activité en confiant les fabrications et réparations à l'atelier de Rennes. Cela n'est cependant pas suffisant, et l'atelier nantais ferme définitivement le 24 juin 1960.

#### Rennes

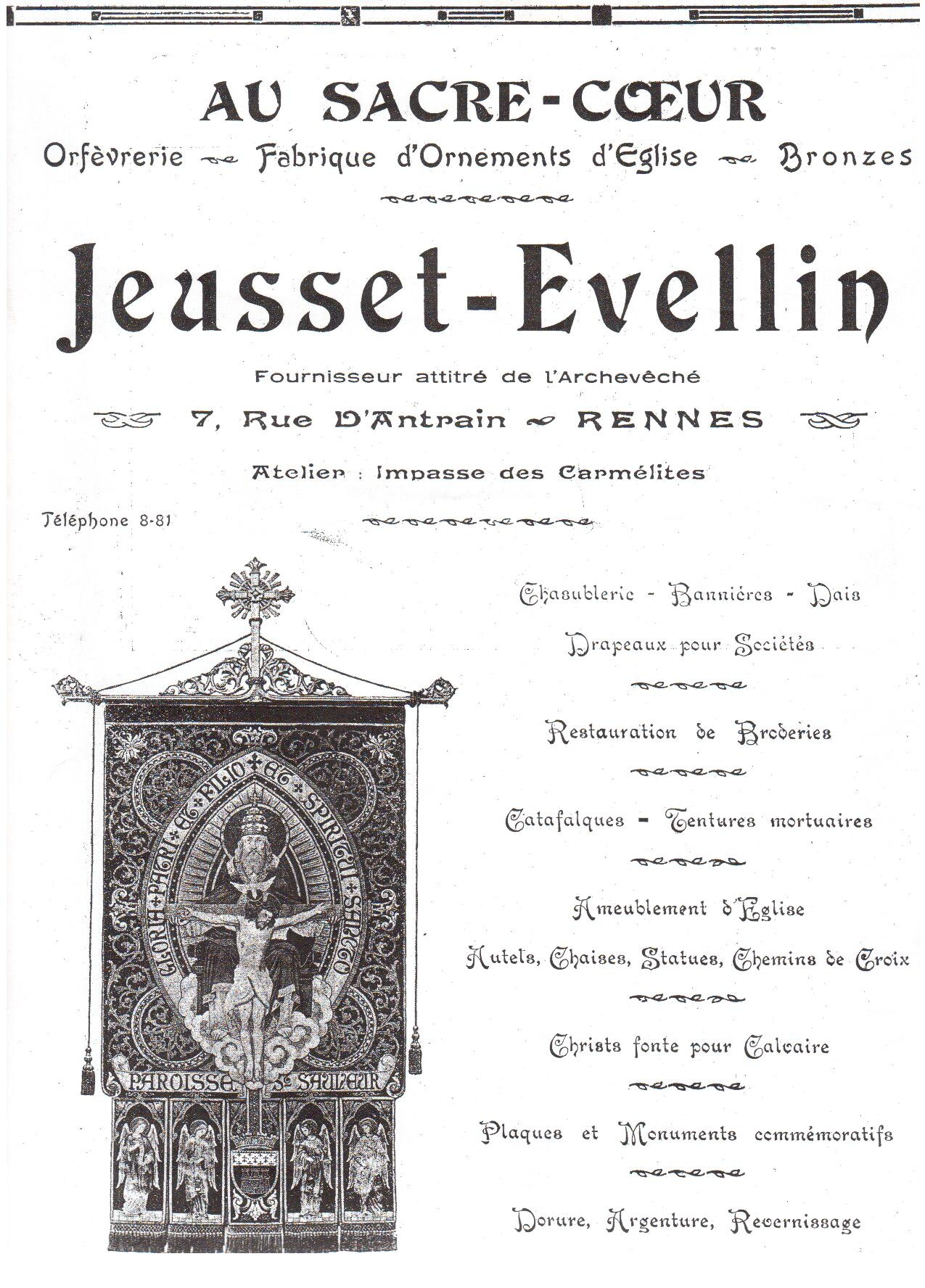
Publicité non datée pour la maison Jeusset-Evellin, présentant principalement l'activité de broderie.

Émile-Louis Évellin et sa femme Gabrielle s'installent en septembre 1924 dans le centre-ville de Rennes, reprenant ainsi un ancien projet de son père Émile-Dominique, qui y avait fait plusieurs stages,. L'installation est en fait une reprise, celle de la maison Vaugeois « Au Sacré-cœur », tenue par son beau-frère Charles Jeusset, qui l'avait lui-même acquise en 1913,.
Le magasin de Jeusset se trouve au 7, rue d'Antrain et l’atelier au 12, passage des Carmélites,. L'atelier du passage des Carmélites est réparti sur deux niveaux : au rez-de-chaussée, l'« atelier des hommes » et au premier étage, l'« atelier des femmes » qui travaillent sur les broderies, ainsi que des décorations militaires et drapeaux. Le personnel est alors modeste : un orfèvre, une brodeuse et deux vendeuses.
Bien que Charles Jeusset souhaite se débarrasser de cette activité, lui et Émile-Louis travaillent en tant que fabricants d'ornements religieux, signant un temps de leurs deux noms. Ils ont alors le titre de « fournisseurs de l’archevêché ».
Émile Évellin reprend seul l'affaire à une date inconnue, son poinçon est alors un losange horizontal incluant les lettres « E E » séparées par une moucheture d'hermine. Ce poinçon se retrouve en décoration de ses écrins, associé à la mention « MAISON E.EVELLIN / Rennes 7. Rue d'Antrain ». Émile-Louis rachète à Vaugeois l'immeuble de l'atelier du passage des Carmélites en 1930. La liquidation de la société Évellin Frères, associée aux difficultés de paiement de la part des religieux et à une sous-facturation du travail par Émile-Louis, rendent difficile la gestion.
Les années 1930 voient une uniformisation des productions, suivant les canons parisiens. Cependant, les productions de la maison Évellin se distinguent par « un niveau de qualité d'exécution et une réelle originalité de conception », qui reste cependant marginal face au marché. Les ventes portent sur de nombreux produits tels que chasubles, dais, soieries, bannières, drapés et tentures mortuaires, catafalques, statues, chemins de croix, christs en fonte pour calvaires, électrification et transformation de lustres, etc. En 1934, trois orfèvres et cinq brodeuses travaillent à l'atelier et, au magasin, une vendeuse en plus des membres de la famille,.
La santé d'Émile-Louis l'incite à préparer sa succession : à partir de 1935, il forme son fils François à prospecter les clients, mais ce dernier préfère les études juridiques et quitte l'affaire en 1937. Son frère Émile-Frédéric travaille à la boutique entre 1937 et 1939 puis entre 1941 et 1942, tout en suivant des cours de beaux-arts et d'art religieux, mais son mariage en 1942 provoque son départ.
La guerre met à mal l'affaire : il n'y a plus de constructions et d'équipement d'églises, les hommes ont tous été mobilisés, et seuls des travaux de restauration ou de broderie d'insignes militaires sur ordre impératif de l'occupant ont lieu. À la Libération, malgré les bombardements sur le centre-ville de Rennes, l'ensemble de l'activité a été épargnée et permet une reprise rapide. Jean-Louis Évellin, mobilisé pour l'occupation de l'Allemagne, revient à la demande de son père. Ce dernier est malade et ne peut plus travailler : le nombre de ses créations se réduit à partir de 1947-1948. À partir de 1950, Jean-Louis a la responsabilité des ateliers, prospecte un revendeur à Brest et dessine de nombreuses pièces qui satisfont ses parents.

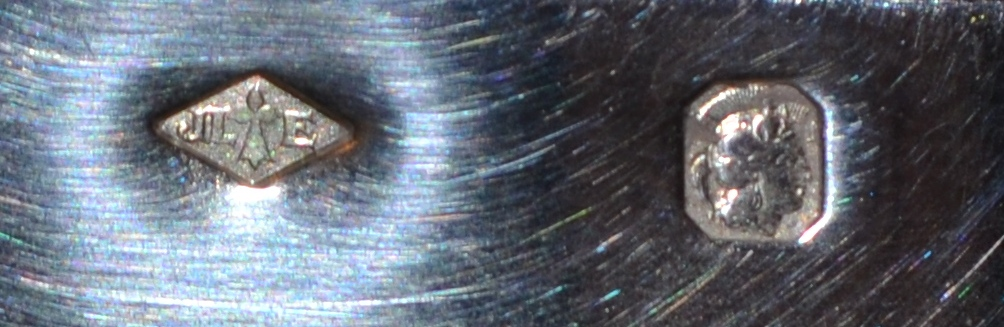
Poinçon de maître de Jean-Louis Évellin (JL et E encadrant une moucheture d'hermine, à gauche) et poinçon de titre pour l'argent massif (à droite).

Émile-Louis fait valoir ses droits à la retraite le 1er avril 1956, mais reste le gérant légal de l'affaire ; Gabrielle le représente au magasin, assistée par ses filles jusqu'à leur mariage respectif. La simplification des objets du culte, prémisse du concile de Vatican II, bouleverse les habitudes de conception et de fabrication (moins de broderies) et pèse sur les étagères où des objets passés de mode constituent un stock mort. La fabrication de bronzes et de lustrerie augmente, ce qui amène Jean-Louis à se questionner sur un changement de cap pour aller vers une diversification de l'activité : conservation des objets de culte et de piété, mais une ouverture vers l'orfèvrerie civile, l'argenterie et les cadeaux. Après de nombreuses tergiversations de la part de ses parents, Jean-Louis obtient le 29 mars 1957 l'atelier du 12, passage des Carmélites et la clientèle professionnelle, le magasin et les clients privés restant à ses parents. En avril 1957, Jean-Louis s'inscrit au registre des métiers et fait insculper son poinçon de maître.
En 1960, la santé de Gabrielle se détériore. Jean-Louis vient alors aider au magasin pour la vente et la comptabilité. Il n'intervient plus à l'atelier que pour la conception des pièces. À la fermeture de l'atelier de Nantes, il bénéficie de l'outillage : il ne reste alors plus que l'affaire rennaise.

### Situation contemporaine

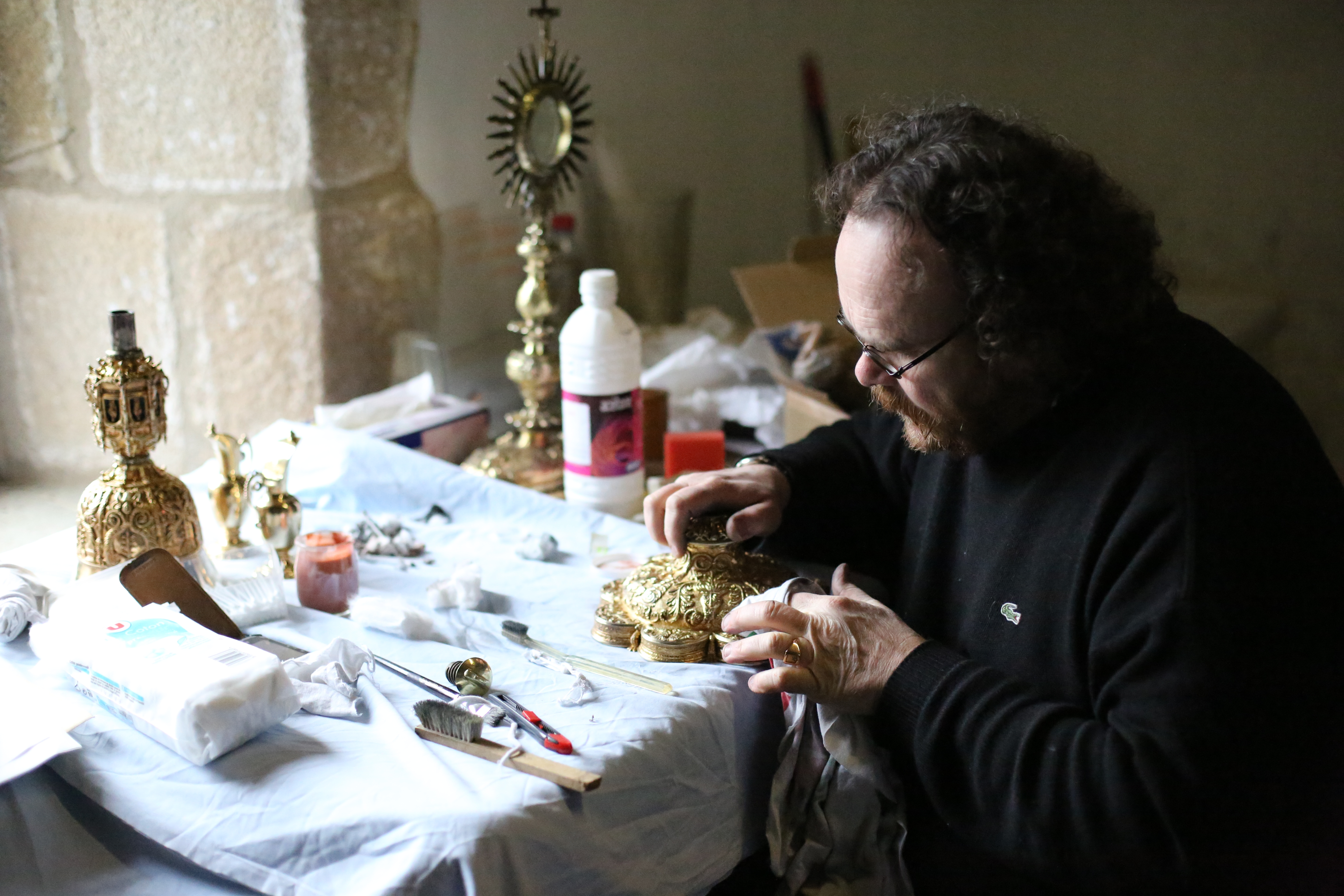
Christophe Évellin nettoyant le calice attribué à Guillaume Floch (trésor de Saint-Jean-du-Doigt).

Les décisions du concile de Vatican II influencent directement l'activité des ateliers, : du fait de la disparition des ornements de la liturgie catholique, l’atelier de broderie ferme en 1967 au départ en retraite de la dernière brodeuse et le revendeur de Brest cesse son activité la même année à cause de la baisse significative des ventes.
Le 19 novembre 1967, compte tenu des bilans et afin de simplifier la gestion de l'atelier et de la boutique alors séparés, l'affaire devient la société en nom commun « Évellin Père et Fils », gérée par Jean-Louis. L'atelier, dernier grand fabricant d'orfèvrerie de Haute-Bretagne, commence alors à se spécialiser dans la restauration d'orfèvrerie. La boutique commercialise des lustres et de l'orfèvrerie de grandes marques. Christophe, fils de Jean-Louis, commence sa formation à la boutique et à l'atelier en 1980.
Jean-Louis passe la main en 1992 à son fils Christophe,. Après la fermeture du magasin d'orfèvrerie et d'arts de la table de la rue d'Antrain en 2002, Christophe exerce aujourd'hui sous le nom « Évellin Orfèvre » toujours dans l'atelier du passage des Carmélites. Il est assisté depuis 30 ans par Pierre-Ange Barbedor,.
La clientèle de l'entreprise est composée pour 75 à 80 % de particuliers, pour le reste des directions régionales des affaires culturelles des régions de l'Ouest de la France et des paroisses.

## Arbre généalogique
Cet arbre ne comprend que les liens de parenté des ascendants directs, et exclusivement les conseillers, gestionnaires, brodeurs et brodeuses et orfèvres.
- Jean-François, épicier
  - François (1803 - 1881), orfèvre
    - François (1835 - 1910), philosophe et conseiller de Marie-Thérèse Logé
    - Émile-Dominique (1841 - 1895), orfèvre × Marie-Thérèse Logé
      - Germaine × Charles Jeusset, orfèvre à Rennes
      - Auguste, orfèvre à Nantes (1889 - 1947) × Marguerite Mary (1891 - 1982)
        - Augustin, orfèvre à Nantes × Claire Guillemet, brodeuse

      - Émile-Louis (1886 - 1968), orfèvre à Rennes × Gabrielle La Roche (1894 - 1981)
        - Jean-Louis (1923 - 2007), orfèvre à Rennes x Marie Thérèse Sirjacq (1928 - 2008)
          - Christophe, orfèvre à Rennes

    - Marie Louis Michel (1844 - 1899), orfèvre puis employé des pompes funèbres

  - ? Louis, brodeur
  - Dominique-Joseph (1808 - 1879), horloger-orfèvre

## Portraits et réalisations notables

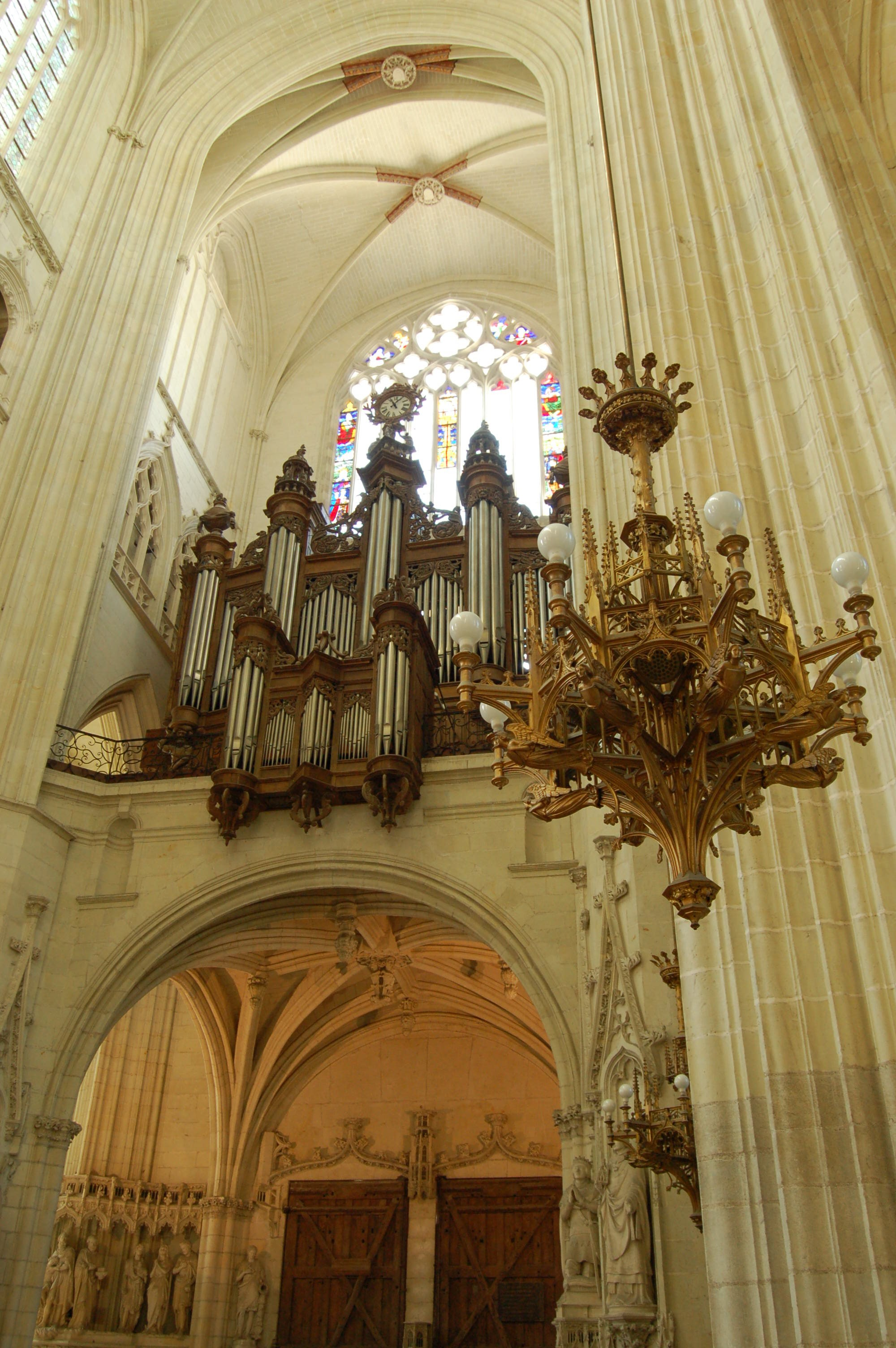
Cathédrale de Nantes, vue d'un des lustres créés par François Évellin.

### François Évellin
Parmi les réalisations de François Évellin, on notera : 
- les dix lustres à gaz  « modèle XVe siècle » en bronze doré, destinés à la nef de la cathédrale de Nantes, commandés le 4 janvier 1869 et livrés en 1870 pour un total de 15 000 francs[4]. La santé de François n'étant pas très bonne, il est probable que ce soit son fils Émile-Dominique qui ait réalisé ces lustres[4]. Ces lustres sont classés en 1994 au titre objet des monuments historiques[P 3] ;
- la crosse de Félix Fournier, évêque de Nantes (argent repoussé, argent moulé, partiellement doré ; émaux, verres et pierres), livrée en 1870, classée en 1982 au titre objet des monuments historiques[P 4],[M 5].

D'autres pièces sont conservées dans divers trésors d'église.

### Évellin Frères
L'activité de François, Dominique-Joseph, Émile-Dominique et Marie Louis Évellin se retrouve dans de nombreux trésors d'églises de l'ouest de la France, tant en fabrication de bronzes, d'orfèvrerie, d'ornements religieux ou en tant que marchands. Il n'est cependant pas possible de distinguer les réalisations de chacun,. 
Une patène, réalisée à la charnière des XIXe et XXe siècles appartenant à l'église Saint-Pierre de Langon est attribuée aux frères. Elle est inscrite au titre d'objet des monuments historiques le 5 janvier 1983.
L'atelier de Nantes livre en 1889 une bannière de procession pour l'église Saint-Armel de Ploërmel. Elle est inscrite au titre d'objet des monuments historiques le 10 juillet 1981.

### Auguste Évellin
Auguste Évellin fabrique l'orfèvrerie de l'église Notre-Dame d'Avon-les-Roches .
L'atelier de Nantes livre en 1931 un ornement liturgique brodé à l'église Saint-Léger de Joué-sur-Erdre, composé d'une chasuble, deux étoles, un manipule, une dalmatique, un voile de calice, une bourse de corporal et une tunique. Cet ensemble est classé au titre d'objet des monuments historiques le 11 septembre 2006.

### Augustin Évellin
Vers 1950, Augustin Évellin réalise la chapelle du paquebot Liberté.

### Évellin-Jeusset
Associé à Charles Jeusset, Émile Évellin co-signe quelques réalisations d'orfèvrerie et d'ornements liturgiques. L'atelier Évellin-Jeusset réalise ainsi plusieurs œuvres protégées au titre des monuments historiques : 
- en 1920 pour l'église Toussaints de Rennes une bannière brodée, inscrite au titre objet des monuments historiques le 5 avril 1982[24],
- au début du XXe siècle pour l'église Saint-Léon de La Baussaine une étole de clerc, inscrite au titre objet des monuments historiques le 20 février 1990[25].

### Émile-Louis Évellin
Après le départ de Charles Jeusset, Émile Évellin réalise de nombreux ouvrages d'orfèvrerie, ainsi que le dessin pour de nombreuses pièces de broderie. On notera la porte de tabernacle de la chapelle de l'Exposition universelle de Paris en 1937 ou la bannière de Notre-Dame de Pitié et du Bienheureux Charles de Blois, réalisée pour la paroisse de La Roche-Derrien en 1944. 
Il livre en 1937 deux couronnes de statues de la Vierge à l'Enfant pour la Basilique Notre-Dame-de-l'Assomption de La Guerche-de-Bretagne, inscrites au titre objet des monuments historiques le 4 novembre 1981. C'est à-priori à cette époque que l'atelier de Rennes livre une porte de tabernacle pour le maître-autel datant du début du XVIIIe siècle de l'église Notre-Dame de Parthenay-de-Bretagne. L'autel avec sa porte de tabernacle est inscrit au titre d'objet des monuments historiques le 8 mars 2013.
Il réalise les bronzes pour l'église Sainte-Thérèse à Rennes, sous la direction de Hyacinthe Perrin et, pour cette même église, un calice en argent, argent doré et ivoire, inscrit au titre objet des monuments historiques le 10 janvier 2001.
Comme pour son père et son oncle, on retrouve le nom d'Émile Évellin associé à de nombreuses pièces, qu'elles aient été fabriquées, brodées ou tout simplement vendues.
Émile-Louis Évellin est membre de la société archéologique de Nantes et de Loire-Inférieure (à partir de 1921), puis de celle d'Ille-et-Vilaine (à partir de 1925, secrétaire général à partir de 1932) et conseiller prud'homme au conseil de Rennes à partir de 1932 (président à partir de 1939).

### Jean-Louis Évellin
Après les changements intervenus à l'époque de sa période active, Jean-Louis Évellin réalise essentiellement des travaux de restauration.
On notera la création d'un ostensoir en argent massif, découpé et repoussé, orné de pierres précieuses et semi-précieuses.

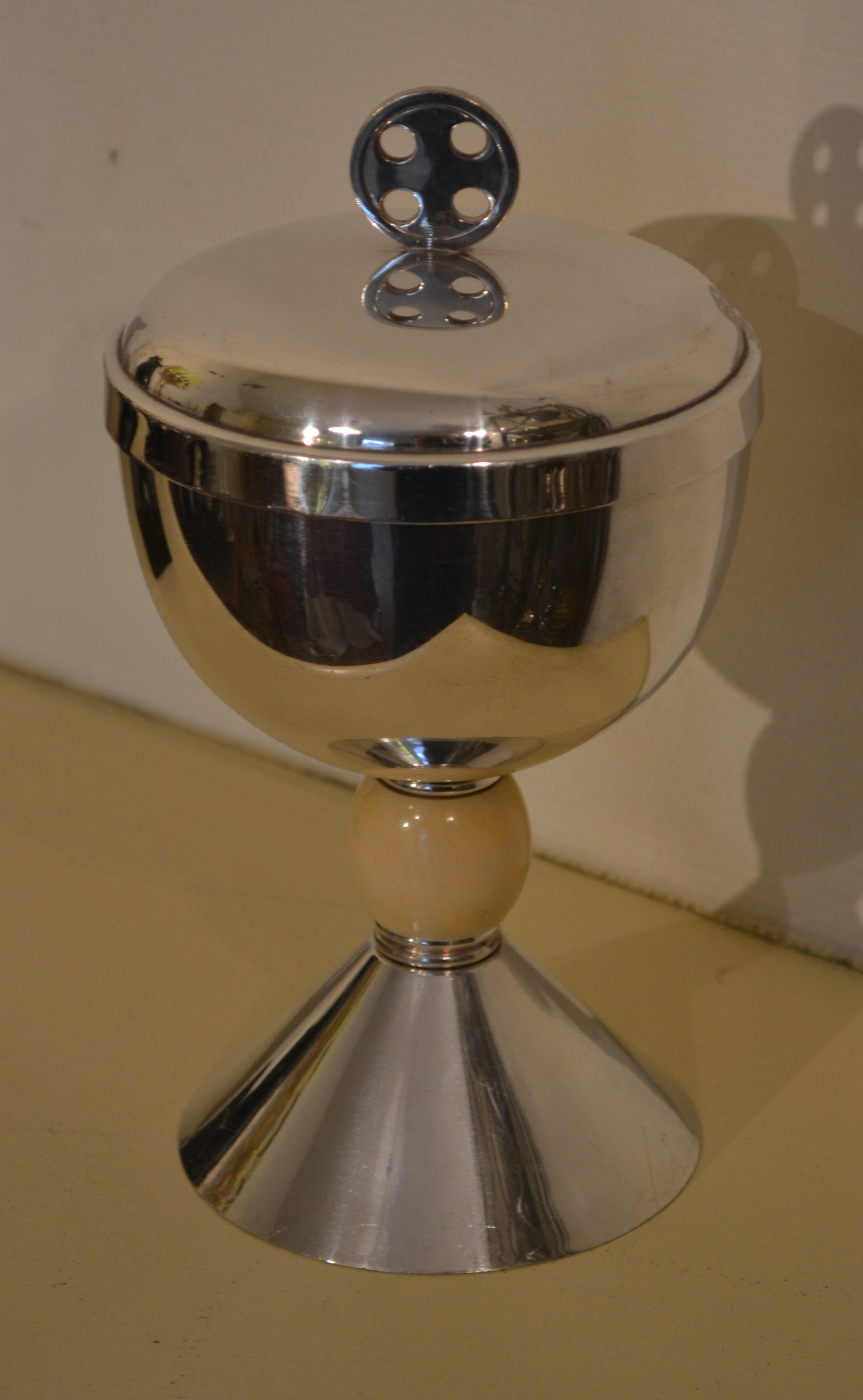
Ciboire à  coupe et couvercle en argent massif, pied en métal argenté, nœud en ivoire. Réalisé en 1962.
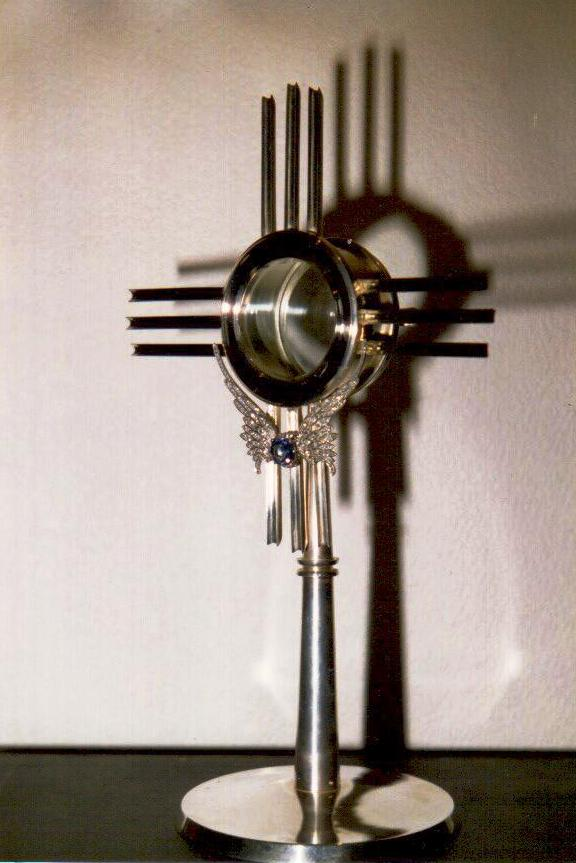
Ostensoir en argent massif, réalisé par Jean-Louis Évellin, orné d'un bijou en saphir et diamants représentant le Saint-Esprit.

### Christophe Évellin

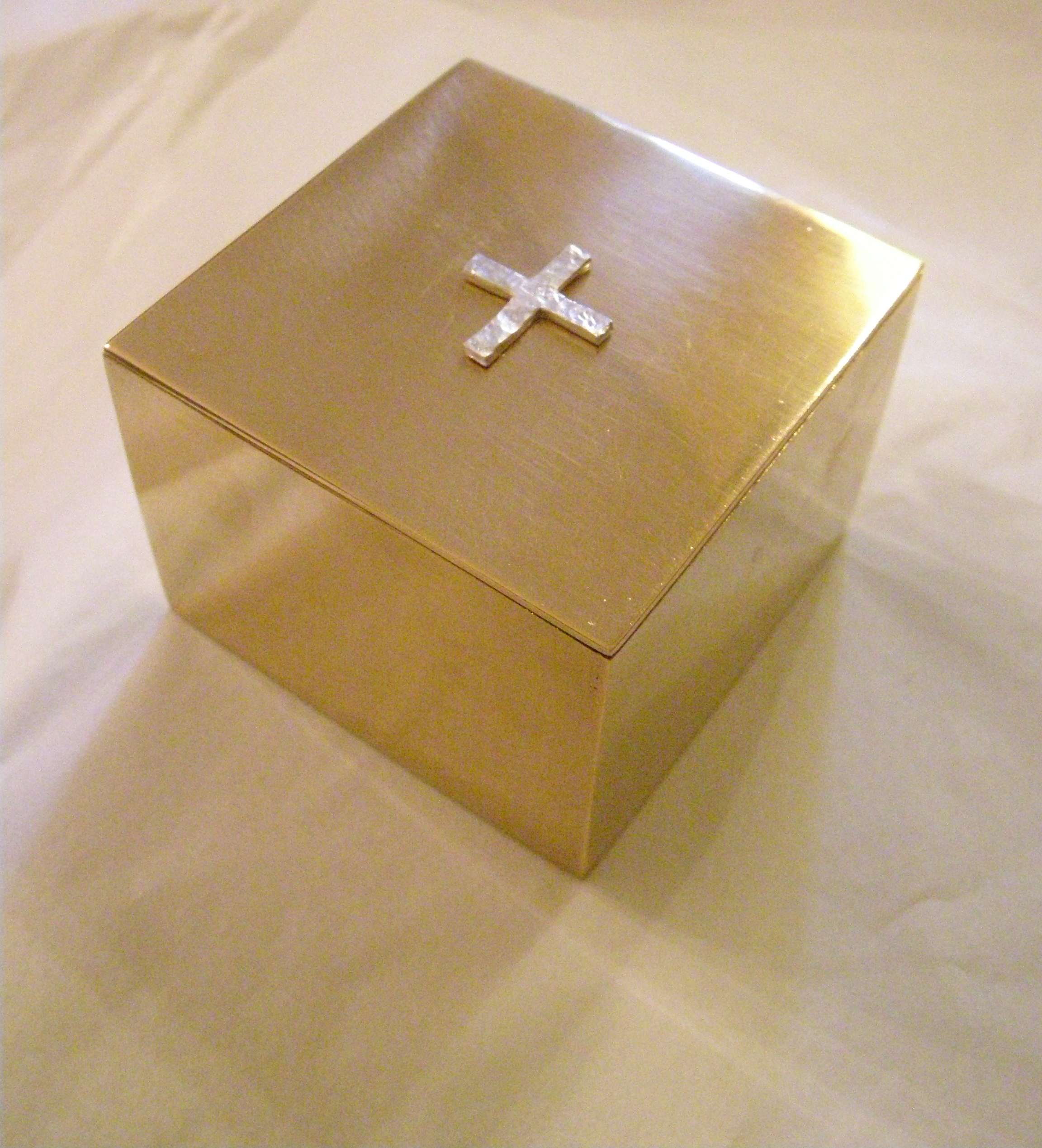
Reliquaire de l'autel central de la Basilique Saint-Sauveur de Rennes, en laiton doré avec une croix en argent massif martelée sur le couvercle.

Christophe Évellin réalise essentiellement des travaux de restauration. On notera cependant une fabrication en 2011 : le reliquaire pour le maître-autel de la basilique Saint-Sauveur de Rennes.
En 1996, il restaure le calice de monseigneur Dondel de Kergonano et sa patène. L'objet, classé au titre objet des monuments historiques le 11 septembre 2006, voit son nœud ressoudé, des émaux sertis à nouveau et la dorure reprise.
En 2003, il procède à la restauration de l'orfèvrerie de l'église Sainte-Thérèse à Rennes, réalisée par son grand-père, restaurée par son père et abîmée lors de l'incendie de l'église,,.
En 2006, Christophe Évellin œuvre à la restauration de la plupart des pièces présentées lors de l’exposition D'Hommes et d'argent qui se tient en 2006-2007 au Musée de Bretagne.
L'année 2013 voit le nettoyage et la restauration des pièces du trésor de Saint-Jean-du-Doigt, reconnu par les spécialistes comme étant l'un des plus beaux ensembles d'orfèvrerie de Bretagne.
En 2014, un important chantier porte sur la restauration des 23 lustres et 14 candélabres de la cathédrale de Rennes,.
En 2019, restauration du trésor de l'église Saint-Malo de Dinan. 

Christophe Évellin est également formateur en orfèvrerie.